# Курант, Вилли
Вилли Курант (фр. Willy Kurant, 15 февраля 1934, Льеж — 3 апреля 2021) — бельгийский кинооператор, племянник выдающегося немецкого и американского оператора Курта Куранта.

## Биография
Из еврейской семьи. Во время войны потерял родителей. Скрывался в отряде Сопротивления в районе Вервье, после войны воспитывался в детском доме. Стажировался в Бельгийском фотоинституте, работал ассистентом оператора в документальном кино и на телевидении Бельгии, Франции и Швейцарии. По стипендии Британского совета в 1957 работал в Великобритании помощником у Джеффри Ансуорта, Гарри Уоксмана и Джека Хилдъярда. В 1962 переехал во Францию, много работал с французскими кинорежиссёрами, но ощущает себя бельгийцем и подчеркивает связь своей манеры с голландской живописью.

## Избранная фильмография
- 1965 : Les Créatures (Аньес Варда)
- 1965 : Мужское — женское (Жан-Люк Годар)
- 1966 : Транс-европейский экспресс (Ален Роб-Грийе)
- 1967 : Mon amour, mon amour (Надин Трентиньян)
- 1967 : Старт (Ежи Сколимовский)
- 1967 : Далеко от Вьетнама (Ален Рене, Уильям Клейн, Йорис Ивенс, Аньес Варда, Клод Лелуш, Крис Маркер, Жан-Люк Годар)
- 1967 : The Deep (Орсон Уэллс, не закончен)
- 1968 : Бессмертная история (Орсон Уэллс)
- 1968 : Михаэль Кольхаас — бунтарь (Фолькер Шлёндорф)
- 1969 : Tout peut arriver (Филипп Лабро)
- 1969 : Бхакти (Морис Бежар)
- 1971 : Pink Floyd: Live at Pompeii (Эдриен Мейбен, музыкальный документальный)
- 1976 : Я тебя люблю… Я тебя тоже нет (Серж Генсбур)
- 1986 : Шарлотта навсегда (Серж Генсбур)
- 1987 : Под солнцем Сатаны (Морис Пиала, номинация на премию Сезар за лучшую операторскую работу)
- 1989 : Aventure de Catherine C. (Пьер Бёшо)
- 1997 : День и ночь (Бернар-Анри Леви)
- 2001 : Ангел-хранитель (Ник Кастл)
- 2011 : То лето страсти (Филипп Гаррель)
- 2013: Ревность (Филипп Гаррель)